# لنا ۷۸۹

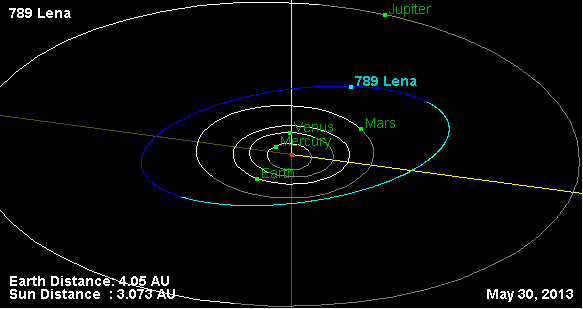
نمایی از محل قرارگیری سیارک لنا ۷۸۹ در مدار – ۲۰۱۳

سیارک ۷۸۹ (به انگلیسی: 789 Lena، نامگذاری:1914UU) هفتصد و هشتاد و نهمین سیارک کشف شده‌است که در ۲۴ ژوئن ۱۹۱۴ و در رصدخانه سایمیز کشف شد.
قدر مطلق سیارک برابر ۱۰٫۹۰ است.